# Nancy Kelly
Nancy Kelly (Lowell, 25 marzo 1921 – Bel Air, 2 gennaio 1995) è stata un'attrice statunitense.
Già attiva come attrice bambina nel cinema muto, ebbe una lunga carriera di attrice di successo dagli anni trenta agli anni settanta, culminata con la candidatura all'Oscar alla miglior attrice nel 1957 per Il giglio nero (1956) di Mervyn LeRoy.

## Biografia
Nata nel 1921 a Lowell (Massachusetts), Nancy Kelly iniziò la sua carriera cinematografica come attrice bambina nel 1926, in Capricci di donna, cui seguirono altre pellicole nel cinema muto. Nel 1931 apparve anche a Broadway in Give Me Yesterday. Anche suo fratello, Jack Kelly, seguirà le sue orme nel mondo dello spettacolo.

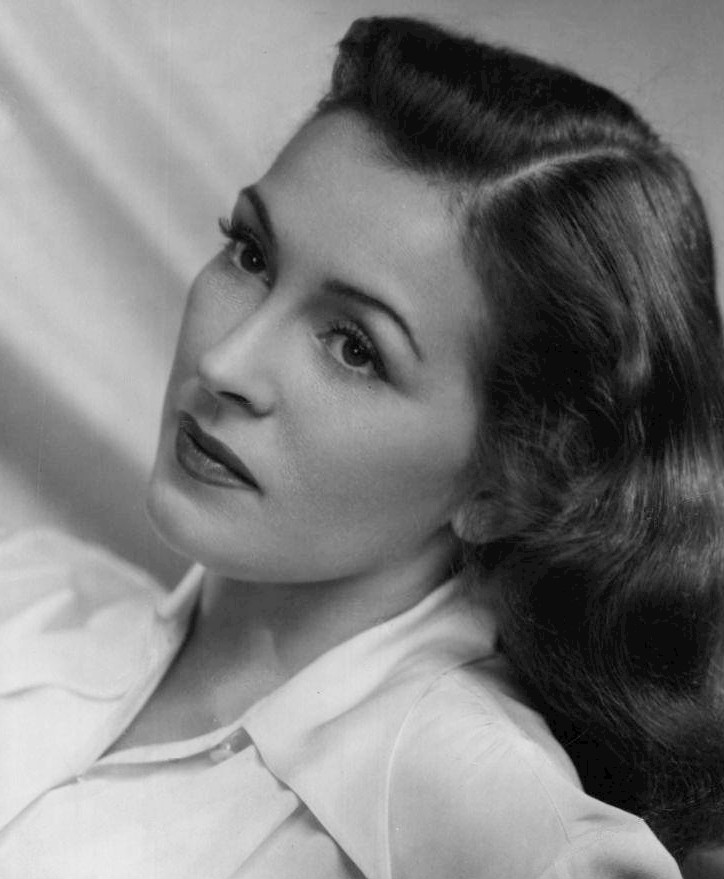
Nancy Kelly in una foto pubblicitaria del 1955

Tornò a recitare al cinema alla fine degli anni trenta come giovane attrice in Pattuglia sottomarina (1938) di John Ford e da allora la sua carriera non conobbe interruzioni al cinema, in teatro e, dagli anni cinquanta, prevalentemente alla televisione. A suo agio sia in ruoli comici che drammatici, si segnala soprattutto per la partecipazione a film come Tail Spin (1939), Jess il bandito (1939), Varietà (1944) e Woman Who Came Back (1945). Lavorò anche alla radio (The March of Time, 1932-37) e a Broadway (Susan and God, 1937; The Big Knife, 1949; e Season in the Sun, 1950).
La sua interpretazione più celebre è quella della madre di Patty McCormack in The Bad Seed, che le valse il Tony Award per la versione teatrale a Broadway (1954-55) e la candidatura all'Oscar alla migliore attrice per quella cinematografica, Il giglio nero (1956). Da allora la carriera dell'attrice si concentrò in teatro, dove apparve, fra gli altri, nel dramma Chi ha paura di Virginia Woolf? (1962-1964), e in televisione fino al ritiro alla fine degli anni settanta.

## Vita privata
Fu sposata per breve tempo (1941–1942) all'attore Edmond O'Brien, quindi nel 1946 sposò Fred Jackman Jr., figlio del cameraman e poi regista di film muti Fred Jackman; il matrimonio durò fino al 1950. Nel 1955 sposò il regista teatrale Warren Caro, matrimonio che durò fino al 1968. Da quest'ultimo matrimonio nacque nel 1957 Kelly Caro.
Morì a Bel Air nel 1995, all'età di 73 anni, a causa di complicazioni del diabete. Le sopravvissero la figlia e tre nipotine. La sua salma fu inumata nel Westwood Village Memorial Park Cemetery a Los Angeles.

## Filmografia parziale

### Cinema
- Capricci di donna (The Untamed Lady), regia di Frank Tuttle (1926)
- Mismates, regia di Charles Brabin (1926)
- The Great Gatsby, regia di Herbert Brenon (1926)
- The Girl on the Barge, regia di Edward Sloman (1929)
- Pattuglia sottomarina (Submarine Patrol), regia di John Ford (1938)
- Jess il bandito (Jesse James), regia di Henry King (1939)
- Tail Spin, regia di Roy Del Ruth (1939)
- Gli indomabili (Frontier Marshal), regia di Allan Dwan (1939)
- L'esploratore scomparso (Stanley and Livingstone), regia di Henry King e Otto Brower (1939)
- He Married His Wife, regia di Roy Del Ruth (1940)
- Sailor's Lady, regia di Allan Dwan (1940)
- Private Affairs, regia di Albert S. Rogell (1940)
- One Night in the Tropics, regia di A. Edward Sutherland (1940)
- Scotland Yard, regia di Norman Foster (1941)
- A Very Young Lady, regia di Harold D. Schuster (1941)
- Parachute Battalion, regia di Leslie Goodwins (1941)
- Volo notturno (Fly-By-Night), regia di Robert Siodmak (1942)
- Verso le coste di Tripoli (To the Shores of Tripoli), regia di H. Bruce Humberstone (1942)
- Amichevole rivalità (Friendly Enemies), regia di Allan Dwan (1942)
- Tornado, regia di William Berke (1943)
- Women in Bondage, regia di Steve Sekely (1943)
- Tarzan contro i mostri (Tarzan's Desert Mystery), regia di Wilhelm Thiele (1943)
- Gambler's Choice, regia di Frank McDonald (1944)
- Varietà (Show Business), regia di Edwin L. Marin (1944)
- Double Exposure, regia di William Berke (1944)
- G 2 servizio segreto (Betrayal from the East), regia di William Berke (1945)
- Song of the Sarong, regia di Harold Young (1945)
- Woman Who Came Back, regia di Walter Colmes (1945)
- Follow That Woman, regia di Lew Landers (1945)
- La morte ride (Murder in the Music Hall), regia di John English (1946)
- Crowded Paradise, regia di Fred Pressburger (1956)
- Il giglio nero (The Bad Seed), regia di Mervyn LeRoy (1956)

### Televisione
- The Kaiser Aluminum Hour – serie TV, episodio 1x03 (1956)
- Climax! – serie TV, episodio 3x40 (1957)
- Thriller – serie TV, episodio 2x18 (1962)
- L'ora di Hitchcock (The Alfred Hitchcock Hour) – serie TV, episodio 1x23 (1963)
- Medical Center – serie TV, episodio 5x24 (1974)

## Teatro

### Teatro (Broadway)
- Give Me Yesterday (1931)
- Susan and God (1937-1938)
- Flare Path (1942-1943)
- The Big Knife (1949)
- Season in the Sun (1950-1951)
- Twilight Walk (1951)
- The Bad Seed (1954-1955)
- The Genius and the Goddess (1957)
- The Rivalry (1959)
- A Mighty Man Is He (1960)
- Giants, Sons of Giants (1962)
- Who's Afraid of Virginia Woolf? (1962-1964)
- Box / Quotations From Chairman Mao Tse-Tung (1968)

## Riconoscimenti
- Premio Oscar
  - 1957 – Candidatura alla miglior attrice per Il giglio nero

## Doppiatrici italiane
- Dhia Cristiani in Jess il bandito
- Lydia Simoneschi in Il giglio nero
- Cristiana Lionello in Jess il bandito (ridoppiaggio)